# Andrea Cipressa
Andrea Cipressa   () és un tirador d'esgrima italià, ja retirat, guanyador d'una medalla olímpica. És el pare de la també tiradora d'esgrima Erica Cipressa.
El 1984 va prendre part en els Jocs Olímpics d'Estiu de Los Angeles, on guanyà la medalla d'or en la prova del floret per equips del programa d'esgrima. Quatre anys més tard, als Jocs de Seül, fou setè en la mateixa prova.
En el seu palmarès també destaquen quatre medalles en el Campionat del món d'esgrima, tres d'or i una de plata, entre les edicions del 1985 i del 1990. També guanyà cinc medalles a les Universíades, tres d'or i dues de bronze, entre el 1981 i el 1991.
És el Commissario tecnico de l'equip nacional d'esgrima d'Itàlia.